# Leucauge arbitrariana
Leucauge arbitrariana este o specie de păianjeni din genul Leucauge, familia Tetragnathidae, descrisă de Strand, 1913. Conform Catalogue of Life specia Leucauge arbitrariana nu are subspecii cunoscute.